# レコード演奏家
レコード演奏家（レコードえんそうか）は、オーディオ評論家の菅野沖彦が提唱した概念である。
菅野はかつて録音技師をしていた経験を持つが、当時、録音技師の職人的な専門性が認められなかった風潮を問題視し、写真の撮影を職能とする芸術家としての「写真家」の概念を参考にして、写真と同じメディア芸術であるレコード制作を職能とする芸術家として「レコード制作家」という概念を考案した。
「レコード演奏家」は「レコード制作家」に対応する概念で、「レコード制作家」が「最高の演奏が生まれ得る環境と物理的な条件を整え、その演奏家の音色や音の造形はもちろんのことであるが、その心までをも伝えようと努力する」者であるのに対し、「レコード演奏家」を「最高のレコード演奏が生まれ得る環境創りに努力することが生き甲斐の趣味人であるし、そこに留まらず、作品の魂に触れて感動することを求めてレコードを演奏する人達」と規定した。
菅野は「レコード演奏家」とレコードの関係を西洋クラシックの演奏家と楽譜の関係に喩えつつ、楽譜それ自体は音楽ではなく、演奏家によってそれが音楽となるように、レコードもまたそれ自体は音楽ではないが、「レコード演奏家」によって「音楽の生命を蘇生」させられると考えた。更に菅野は楽器奏者にとっての楽器と「レコード演奏家」にとってのオーディオ装置を同じような存在と位置づけ、楽器奏者が楽器にこだわるのと同じく、「レコード演奏家」もまたオーディオ装置の吟味にこだわるのは当然であるとした。
レコード盤（ないしCD等）を写真のネガ（ないしポジ）フィルムに相当するものとすると、写真を撮影する写真家に対し、いわゆる「暗室作業」のプロ（業界用語で「プリンター」と言う（日本プリンター協会などを参考））に相当する。

## 注
1. ↑  レコード演奏家論
2. 1 2  同上
3. ↑  日本プリンター協会